# Hydrophoria azygos
Hydrophoria azygos är en tvåvingeart som först beskrevs av Huckett 1965.  Hydrophoria azygos ingår i släktet Hydrophoria och familjen blomsterflugor. Inga underarter finns listade i Catalogue of Life.